# Amycus (genre)
Pour les articles homonymes, voir Amycus.
Genre
Amycus est un genre d'araignées aranéomorphes de la famille des Salticidae.

## Distribution
Les espèces de ce genre se rencontrent en Amérique du Sud et au Mexique.

## Liste des espèces
Selon World Spider Catalog (version 18.0, 05/03/2017) :
- Amycus albipalpus Galvis, 2015
- Amycus amrishi Makhan, 2006
- Amycus annulatus Simon, 1900
- Amycus ectypus Simon, 1900
- Amycus equulus Simon, 1900
- Amycus flavicomis Simon, 1900
- Amycus flavolineatus C. L. Koch, 1846
- Amycus igneus (Perty, 1833)
- Amycus lycosiformis Taczanowski, 1878
- Amycus pertyi Simon, 1900
- Amycus rufifrons Simon, 1900
- Amycus spectabilis C. L. Koch, 1846

## Publication originale
- C. L. Koch, 1846 : Die Arachniden. Nürnberg, vol. 13, p. 1-234 (texte intégral).